# ダグラス・コリガン

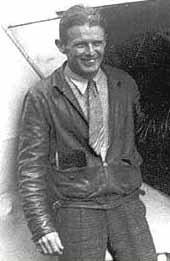
ダグラス・コリガン

ダグラス・コリガン（Douglas Corrigan、1907年1月22日 - 1995年12月9日）はアメリカ合衆国のパイロットである。1938年、旧式機でニューヨーク－アイルランド間の無着陸大西洋横断飛行を行った。非公認の飛行で、アイルランドに飛行したのは、カリフォルニア州へ帰る予定が、航法ミスで方向を間違えたのだと主張した。本人は認めないが、コリガンの飛行機があまりに旧式であるため、大西洋横断飛行挑戦を認めない当局に対する抗議のために、無断で横断飛行を行ったと思われている。この飛行は賞賛をうけ、Douglas "Wrong Way" Corriganと呼ばれた。
もともとは飛行機の整備士として働いた。リンドバーグのスピリットオブセントルイス号を製作した1人である。飛行機の整備士として職を転々とする一方、パイロットとしての技術も磨き、1929年にパイロットの免許をとった。1930年に友人のSteve Reichと東海岸の都市間の旅客業務も始めた。仕事はうまくいっていたが､西海岸に戻り1933年に310ドルで、1929年型のカーチスロビンOX-5を購入し、整備士の仕事に戻り、自分の飛行機を大西洋横断飛行用に改造を始めた。エンジンを90馬力から165馬力のライトエンジンに換え、ガソリンタンクを増設した。1935年にアメリカ航空商業局に大西洋無着陸横断飛行の許可を申請するが国内飛行の最低基準はみたすものの、横断飛行には不適切だと判断された。その後2年に渡って改造を繰り返したが、許可はおりなかった。1937年には、安全な飛行には不適切であるとして免許の更新を拒絶された。エンジンを修理し、それまでに飛行機に約900ドルをつかったことになるが、大陸の往復飛行の仮の免許を得た飛行機で1938年7月9日カリフォルニアからニューヨークへ飛んだ。ハワード・ヒューズの世界一周飛行の準備がされている空港にコリガンは着いた。7月17日にカリフォルニアに戻る飛行計画を提出し、5時15分に出発した。カリガンは26時間飛行した後、航法ミスに気が付いたと主張するが、7月18日28時間13分の飛行の後にアイルランド、ダブリンのボールドネル飛行場に着陸した。準備したものは2片のチョコレートと1箱のクッキーと水だけであった。無線機はなく、コンパスは20年前のものであった。航空当局は彼の規則違反の項目のリストが送ったけれども、罰則は2週間の飛行ライセンスの停止だけであった。
8月4日、パイロットライセンス停止の最終日にコリガンと飛行機は賞賛の中、気船マンハッタン号でニューヨークに戻った。ブロードウェイでのパレードにはリンドバーグの時よりも多くの人々が参加したが、コリガンが失望したのは彼のヒーローであったリンドバーグがコリガンの行為を認めなかったことであった。
飛行の1ヶ月後に自伝That's My Storyを出版し、逆向きに回る時計を含む'wrong-way'グッズを造った。翌年RKO Radio映画The Flying Irishmanに自らの役で出演し、彼のストーリーで通常の収入の30年分の75,000ドルを稼ぐことになった。 